# Busia
Busia – miasto w Kenii, stolica hrabstwa Busia. Według danych na rok 2019 liczy 71,9 tys. mieszkańców.